# Campionato mondiale femminile under 19 di pallavolo 2023
Il campionato mondiale femminile under 19 di pallavolo 2023, diciottesima edizione del campionato mondiale, si è svolto dal 1º all'11 agosto 2023 a Osijek, in Croazia e a Seghedino, in Ungheria: al torneo hanno partecipato ventiquattro squadre nazionali under 19 e la vittoria finale è andata per la seconda volta agli Stati Uniti.

## Impianti
|                                                                                           |                                                                   |  |
|                                                                                           |                                                                   |  |
| Nastavno-Športska Dvorana Gradski Vrt Città: Osijek Capienza: 3 500 Anno d'apertura: 2008 | Pick Aréna Città: Seghedino Capienza: 8 143 Anno d'apertura: 2021 |  |

## Regolamento

### Formula
Le squadre, divise in quattro gironi mediante sorteggio, hanno disputato una prima fase con formula del girone all'italiana; al termine della prima fase:
- Le prime quattro di ogni girone hanno acceduto alla fase finale per il primo posto, strutturata in ottavi di finale, quarti di finale, semifinali, finale per il terzo posto e finale.
- Le quattro eliminate ai quarti di finale della fase finale per il primo posto hanno acceduto alla fase finale per il quinto posto, strutturata in semifinali, finale per il settimo posto e finale per il quinto posto.
- Le otto eliminate agli ottavi di finale della fase finale per il primo posto hanno acceduto alla fase finale per il nono posto, strutturata in quarti di finale, semifinali, finale per l'undicesimo posto e finale per il nono posto.
- Le quattro eliminate ai quarti di finale della fase finale per il nono posto hanno acceduto alla fase finale per il tredicesimo posto, strutturata in semifinali, finale per il quindicesimo posto e finale per il tredicesimo posto.
- Le ultime due classificate di ogni girone ha acceduto alla fase finale per il diciassettesimo posto, strutturata in quarti di finale, semifinali, finale per il diciannovesimo posto e finale per il diciassettesimo posto.
- Le quattro eliminate ai quarti di finale della fase finale per il diciassettisimo posto hanno acceduto alla fase finale per il ventunesimo posto, strutturata in semifinali, finale per il ventitreesimo posto e finale per il ventunesimo posto[3].

### Criteri di classifica
Se il risultato finale è stato di 3-0 o 3-1 sono stati assegnati 3 punti alla squadra vincente e 0 a quella sconfitta, se il risultato finale è stato di 3-2 sono stati assegnati 2 punti alla squadra vincente e 1 a quella sconfitta.
L'ordine del posizionamento in classifica è stato definito in base a:
- Numero di partite vinte;
- Punti;
- Ratio dei set vinti/persi;
- Ratio dei punti realizzati/subiti;
- Risultati degli scontri diretti[4].

## Squadre partecipanti
| Squadra         | Qualificazione                                                             | Ultima partecipazione |
| --------------- | -------------------------------------------------------------------------- | --------------------- |
| Argentina       | 1ª al Campionato sudamericano femminile under 19 di pallavolo 2022         | Messico 2021          |
| Brasile         | 2ª al Campionato sudamericano femminile under 19 di pallavolo 2022         | Messico 2021          |
| Bulgaria        | 6ª al Campionato europeo femminile under 17 di pallavolo 2022              | Messico 2021          |
| Camerun         | 2ª al Campionato africano femminile under 19 di pallavolo 2022             | Messico 2021          |
| Canada          | 20ª nel FIVB World Rankings                                                | Messico 2021          |
| Cile            | 3ª al Campionato sudamericano femminile under 19 di pallavolo 2022         | Debutto               |
| Cina            | 2ª al Campionato asiatico e oceaniano femminile under 18 di pallavolo 2022 | Egitto 2019           |
| Corea del Sud   | 3ª al Campionato asiatico e oceaniano femminile under 18 di pallavolo 2022 | Egitto 2019           |
| Croazia         | Paese organizzatore                                                        | Macao 2005            |
| Egitto          | 1ª al Campionato africano femminile under 19 di pallavolo 2022             | Messico 2021          |
| Germania        | 3ª al Campionato europeo femminile under 17 di pallavolo 2022              | Argentina 2017        |
| Giappone        | 1ª al Campionato asiatico e oceaniano femminile under 18 di pallavolo 2022 | Egitto 2019           |
| Italia          | 1ª al Campionato europeo femminile under 17 di pallavolo 2022              | Messico 2021          |
| Messico         | 5ª al Coppa panamericana femminile under 19 di pallavolo 2022              | Messico 2021          |
| Nigeria         | 18ª nel FIVB World Rankings                                                | Messico 2021          |
| Perù            | 16ª nel FIVB World Rankings                                                | Messico 2021          |
| Polonia         | 5ª al Campionato europeo femminile under 17 di pallavolo 2022              | Messico 2021          |
| Porto Rico      | 4ª alla Coppa panamericana femminile under 19 di pallavolo 2022            | Messico 2021          |
| Rep. Dominicana | 3ª alla Coppa panamericana femminile under 19 di pallavolo 2022            | Argentina 2017        |
| Serbia          | 4ª al Campionato europeo femminile under 17 di pallavolo 2022              | Messico 2021          |
| Stati Uniti     | 1ª alla Coppa panamericana femminile under 19 di pallavolo 2022            | Messico 2021          |
| Thailandia      | 4ª al Campionato asiatico e oceaniano femminile under 18 di pallavolo 2022 | Messico 2021          |
| Turchia         | 2ª al Campionato europeo femminile under 17 di pallavolo 2022              | Messico 2021          |
| Ungheria        | Paese organizzatore                                                        | Polonia 2003          |

## Torneo

### Prima fase
| Girone A  | Girone B        | Girone C   | Girone D      |
| --------- | --------------- | ---------- | ------------- |
| Argentina | Croazia         | Brasile    | Corea del Sud |
| Camerun   | Germania        | Bulgaria   | Giappone      |
| Cile      | Nigeria         | Canada     | Messico       |
| Cina      | Porto Rico      | Italia     | Polonia       |
| Egitto    | Rep. Dominicana | Perù       | Serbia        |
| Ungheria  | Turchia         | Thailandia | Stati Uniti   |

#### Girone A

##### Risultati
| 1º agosto 2023 Pick Aréna, Seghedino Durata: 1h:05 - Spettatori: 60  | Argentina | 0 - 3 | Cina      | 12-25, 18-25, 20-25               |
| 1º agosto 2023 Pick Aréna, Seghedino Durata: 1h:10 - Spettatori: 300 | Ungheria  | 3 - 0 | Cile      | 25-17, 25-11, 25-18               |
| 1º agosto 2023 Pick Aréna, Seghedino Durata: 1h:10 - Spettatori: 50  | Egitto    | 3 - 0 | Camerun   | 25-20, 25-13, 25-17               |
| 2 agosto 2023 Pick Aréna, Seghedino Durata: 1h:29 - Spettatori: 40   | Egitto    | 3 - 0 | Cile      | 25-15, 25-19, 25-21               |
| 2 agosto 2023 Pick Aréna, Seghedino Durata: 1h:12 - Spettatori: 450  | Ungheria  | 0 - 3 | Cina      | 22-25, 20-25, 17-25               |
| 2 agosto 2023 Pick Aréna, Seghedino Durata: 1h:06 - Spettatori: 100  | Argentina | 3 - 0 | Camerun   | 25-16, 25-19, 25-12               |
| 3 agosto 2023 Pick Aréna, Seghedino Durata: 1h:03 - Spettatori: 40   | Cina      | 3 - 0 | Cile      | 25-18, 25-14, 25-10               |
| 3 agosto 2023 Pick Aréna, Seghedino Durata: 1h:10 - Spettatori: 350  | Ungheria  | 3 - 0 | Camerun   | 25-17, 25-20, 25-15               |
| 3 agosto 2023 Pick Aréna, Seghedino Durata: 1h:38 - Spettatori: ?    | Egitto    | 0 - 3 | Argentina | 30-32, 20-25, 18-25               |
| 5 agosto 2023 Pick Aréna, Seghedino Durata: 1h:11 - Spettatori: 80   | Argentina | 3 - 0 | Cile      | 25-22, 25-15, 25-18               |
| 5 agosto 2023 Pick Aréna, Seghedino Durata: 2h:13 - Spettatori: ?    | Ungheria  | 3 - 2 | Egitto    | 20-25, 18-25, 25-23, 25-22, 15-13 |
| 5 agosto 2023 Pick Aréna, Seghedino Durata: 0h:56 - Spettatori: 35   | Camerun   | 0 - 3 | Cina      | 14-25, 12-25, 9-25                |
| 6 agosto 2023 Pick Aréna, Seghedino Durata: 1h:02 - Spettatori: 50   | Egitto    | 0 - 3 | Cina      | 11-25, 18-25, 14-25               |
| 6 agosto 2023 Pick Aréna, Seghedino Durata: 1h:37 - Spettatori: 50   | Camerun   | 1 - 3 | Cile      | 25-20, 19-25, 17-25, 15-25        |
| 6 agosto 2023 Pick Aréna, Seghedino Durata: 2h:01 - Spettatori: 700  | Ungheria  | 2 - 3 | Argentina | 20-25, 20-25, 25-22, 25-15, 5-15  |

##### Classifica
| Pos. | Squadra   | Pt | G | V | P | SV | SP | Ratio | PF  | PS  | Ratio |
| ---- | --------- | -- | - | - | - | -- | -- | ----- | --- | --- | ----- |
| 1.   | Cina      | 15 | 5 | 5 | 0 | 15 | 0  | MAX   | 375 | 229 | 1,638 |
| 2.   | Argentina | 11 | 5 | 4 | 1 | 12 | 5  | 2,400 | 384 | 340 | 1,129 |
| 3.   | Ungheria  | 9  | 5 | 3 | 2 | 11 | 8  | 1,375 | 407 | 383 | 1,063 |
| 4.   | Egitto    | 7  | 5 | 2 | 3 | 8  | 9  | 0,889 | 369 | 365 | 1,011 |
| 5.   | Cile      | 3  | 5 | 1 | 4 | 3  | 13 | 0,231 | 293 | 376 | 0,779 |
| 6.   | Camerun   | 0  | 5 | 0 | 5 | 1  | 15 | 0,067 | 260 | 395 | 0,658 |

      Qualificata agli ottavi di finale.
      Qualificata ai play-off 17º-24º posto.

#### Girone B

##### Risultati
| 1º agosto 2023 Dvorana Gradski Vrt, Osijek Durata: - Spettatori:           | Turchia         | 3 - 0 | Nigeria         | 25-0, 25-0, 25-0           |
| 1º agosto 2023 Dvorana Gradski Vrt, Osijek Durata: 1h:08 - Spettatori: 250 | Croazia         | 3 - 0 | Germania        | 25-16, 25-16, 25-22        |
| 1º agosto 2023 Dvorana Gradski Vrt, Osijek Durata: 1h:33 - Spettatori: 35  | Rep. Dominicana | 3 - 1 | Porto Rico      | 25-21, 21-25, 25-13, 25-22 |
| 2 agosto 2023 Dvorana Gradski Vrt, Osijek Durata: 1h:15 - Spettatori: 30   | Turchia         | 3 - 0 | Porto Rico      | 25-18, 25-20, 25-16        |
| 2 agosto 2023 Dvorana Gradski Vrt, Osijek Durata: - Spettatori:            | Croazia         | 3 - 0 | Nigeria         | 25-0, 25-0, 25-0           |
| 2 agosto 2023 Dvorana Gradski Vrt, Osijek Durata: 1h:37 - Spettatori: 30   | Rep. Dominicana | 1 - 3 | Germania        | 24-26, 25-15, 16-25, 23-25 |
| 3 agosto 2023 Dvorana Gradski Vrt, Osijek Durata: 1h:09 - Spettatori: 35   | Turchia         | 3 - 0 | Rep. Dominicana | 25-19, 25-20, 25-15        |
| 3 agosto 2023 Dvorana Gradski Vrt, Osijek Durata: 1h:51 - Spettatori: 150  | Croazia         | 3 - 1 | Porto Rico      | 23-25, 25-21, 25-20, 25-20 |
| 3 agosto 2023 Dvorana Gradski Vrt, Osijek Durata: - Spettatori:            | Germania        | 3 - 0 | Nigeria         | 25-0, 25-0, 25-0           |
| 5 agosto 2023 Dvorana Gradski Vrt, Osijek Durata: - Spettatori:            | Porto Rico      | 3 - 0 | Nigeria         | 25-0, 25-0, 25-0           |
| 5 agosto 2023 Dvorana Gradski Vrt, Osijek Durata: 1h:33 - Spettatori: 120  | Croazia         | 3 - 1 | Rep. Dominicana | 25-21, 25-15, 17-25, 25-19 |
| 5 agosto 2023 Dvorana Gradski Vrt, Osijek Durata: 1h:05 - Spettatori: 45   | Turchia         | 3 - 0 | Germania        | 25-11, 25-13, 25-19        |
| 6 agosto 2023 Dvorana Gradski Vrt, Osijek Durata: - Spettatori:            | Rep. Dominicana | 3 - 0 | Nigeria         | 25-0, 25-0, 25-0           |
| 6 agosto 2023 Dvorana Gradski Vrt, Osijek Durata: 1h:22 - Spettatori: 30   | Porto Rico      | 3 - 0 | Germania        | 25-22, 25-22, 25-15        |
| 6 agosto 2023 Dvorana Gradski Vrt, Osijek Durata: 1h:28 - Spettatori: ?    | Croazia         | 0 - 3 | Turchia         | 20-25, 19-25, 18-25        |

##### Classifica
| Pos. | Squadra         | Pt | G | V | P | SV | SP | Ratio | PF  | PS  | Ratio |
| ---- | --------------- | -- | - | - | - | -- | -- | ----- | --- | --- | ----- |
| 1.   | Turchia         | 15 | 5 | 5 | 0 | 15 | 0  | MAX   | 375 | 208 | 1,803 |
| 2.   | Croazia         | 12 | 5 | 4 | 1 | 12 | 5  | 2,400 | 397 | 295 | 1,346 |
| 3.   | Porto Rico      | 6  | 5 | 2 | 3 | 8  | 9  | 0,889 | 371 | 328 | 1,131 |
| 4.   | Rep. Dominicana | 6  | 5 | 2 | 3 | 8  | 10 | 0,800 | 393 | 339 | 1,159 |
| 5.   | Germania        | 6  | 5 | 2 | 3 | 6  | 10 | 0,600 | 322 | 313 | 1,029 |
| 6.   | Nigeria         | 0  | 5 | 0 | 5 | 0  | 15 | 0,000 | 0   | 375 | 0,000 |

      Qualificata agli ottavi di finale.
      Qualificata ai play-off 17º-24º posto.
      Ritirata.

#### Girone C

##### Risultati
| 1º agosto 2023 Pick Aréna, Seghedino Durata: 1h:38 - Spettatori: 50 | Italia     | 3 - 1 | Bulgaria   | 25-15, 25-19, 23-25, 25-9         |
| 1º agosto 2023 Pick Aréna, Seghedino Durata: 1h:30 - Spettatori: 50 | Brasile    | 3 - 0 | Canada     | 25-23, 25-11, 25-16               |
| 1º agosto 2023 Pick Aréna, Seghedino Durata: 1h:13 - Spettatori: 40 | Thailandia | 3 - 0 | Perù       | 25-10, 29-27, 25-9                |
| 2 agosto 2023 Pick Aréna, Seghedino Durata: 1h:14 - Spettatori: 75  | Italia     | 3 - 0 | Canada     | 25-12, 25-14, 25-19               |
| 2 agosto 2023 Pick Aréna, Seghedino Durata: 1h:16 - Spettatori: 200 | Brasile    | 3 - 0 | Perù       | 25-13, 25-17, 25-16               |
| 2 agosto 2023 Pick Aréna, Seghedino Durata: 1h:14 - Spettatori: 60  | Thailandia | 0 - 3 | Bulgaria   | 22-25, 20-25, 20-25               |
| 3 agosto 2023 Pick Aréna, Seghedino Durata: 1h:33 - Spettatori: 56  | Italia     | 3 - 1 | Perù       | 25-18, 22-25, 25-17, 25-15        |
| 3 agosto 2023 Pick Aréna, Seghedino Durata: 1h:20 - Spettatori: 50  | Brasile    | 3 - 0 | Thailandia | 25-13, 25-21, 25-15               |
| 3 agosto 2023 Pick Aréna, Seghedino Durata: 1h:11 - Spettatori: 40  | Canada     | 0 - 3 | Bulgaria   | 14-25, 25-27, 14-25               |
| 5 agosto 2023 Pick Aréna, Seghedino Durata: 1h:06 - Spettatori: 45  | Italia     | 3 - 0 | Thailandia | 25-17, 25-17, 25-19               |
| 5 agosto 2023 Pick Aréna, Seghedino Durata: 1h:56 - Spettatori: ?   | Brasile    | 1 - 3 | Bulgaria   | 12-25, 20-25, 25-21, 25-27        |
| 5 agosto 2023 Pick Aréna, Seghedino Durata: 2h:00 - Spettatori: 48  | Perù       | 3 - 2 | Canada     | 25-20, 22-25, 16-25, 25-22, 15-12 |
| 6 agosto 2023 Pick Aréna, Seghedino Durata: 2h:04 - Spettatori: 200 | Italia     | 3 - 1 | Brasile    | 25-27, 26-24, 25-23, 30-28        |
| 6 agosto 2023 Pick Aréna, Seghedino Durata: 1h:23 - Spettatori: 30  | Thailandia | 3 - 1 | Canada     | 25-11, 21-25, 25-22, 25-14        |
| 6 agosto 2023 Pick Aréna, Seghedino Durata: 1h:19 - Spettatori: 50  | Perù       | 0 - 3 | Bulgaria   | 22-25, 16-25, 19-25               |

##### Classifica
| Pos. | Squadra    | Pt | G | V | P | SV | SP | Ratio | PF  | PS  | Ratio |
| ---- | ---------- | -- | - | - | - | -- | -- | ----- | --- | --- | ----- |
| 1.   | Italia     | 15 | 5 | 5 | 0 | 15 | 3  | 5,000 | 451 | 343 | 1,315 |
| 2.   | Bulgaria   | 12 | 5 | 4 | 1 | 13 | 4  | 3,250 | 393 | 352 | 1,116 |
| 3.   | Brasile    | 9  | 5 | 3 | 2 | 11 | 6  | 1,833 | 409 | 349 | 1,172 |
| 4.   | Thailandia | 6  | 5 | 2 | 3 | 6  | 10 | 0,600 | 339 | 343 | 0,988 |
| 5.   | Perù       | 2  | 5 | 1 | 4 | 4  | 14 | 0,286 | 327 | 430 | 0,760 |
| 6.   | Canada     | 1  | 5 | 0 | 5 | 3  | 15 | 0,200 | 324 | 426 | 0,761 |

      Qualificata agli ottavi di finale.
      Qualificata ai play-off 17º-24º posto.

#### Girone D

##### Risultati
| 1º agosto 2023 Dvorana Gradski Vrt, Osijek Durata: 2h:00 - Spettatori: 100 | Stati Uniti | 3 - 2 | Corea del Sud | 25-21, 19-25, 25-21, 23-25, 15-10 |
| 1º agosto 2023 Dvorana Gradski Vrt, Osijek Durata: 2h:08 - Spettatori: 95  | Serbia      | 2 - 3 | Giappone      | 23-25, 25-20, 20-25, 25-20, 12-15 |
| 1º agosto 2023 Dvorana Gradski Vrt, Osijek Durata: 1h:58 - Spettatori: 85  | Polonia     | 3 - 1 | Messico       | 25-11, 25-19, 20-25, 27-25        |
| 2 agosto 2023 Dvorana Gradski Vrt, Osijek Durata: 1h:24 - Spettatori: 45   | Stati Uniti | 3 - 0 | Giappone      | 25-22, 25-20, 26-24               |
| 2 agosto 2023 Dvorana Gradski Vrt, Osijek Durata: 1h:09 - Spettatori: 50   | Serbia      | 3 - 0 | Messico       | 25-18, 25-21, 25-17               |
| 2 agosto 2023 Dvorana Gradski Vrt, Osijek Durata: 1h:17 - Spettatori: 35   | Polonia     | 3 - 0 | Corea del Sud | 25-19, 25-23, 25-16               |
| 3 agosto 2023 Dvorana Gradski Vrt, Osijek Durata: 1h:17 - Spettatori: 30   | Stati Uniti | 3 - 0 | Messico       | 25-19, 25-22, 25-20               |
| 3 agosto 2023 Dvorana Gradski Vrt, Osijek Durata: 2h:02 - Spettatori: 70   | Polonia     | 3 - 2 | Serbia        | 25-13, 25-13, 22-25, 19-25, 15-13 |
| 3 agosto 2023 Dvorana Gradski Vrt, Osijek Durata: 1h:54 - Spettatori: 100  | Giappone    | 3 - 1 | Corea del Sud | 24-26, 25-18, 25-19, 25-19        |
| 5 agosto 2023 Dvorana Gradski Vrt, Osijek Durata: 1h:05 - Spettatori: 100  | Messico     | 0 - 3 | Giappone      | 14-25, 11-25, 13-25               |
| 5 agosto 2023 Dvorana Gradski Vrt, Osijek Durata: 2h:04 - Spettatori: 45   | Serbia      | 2 - 3 | Corea del Sud | 25-27, 16-25, 25-13, 25-19, 11-15 |
| 5 agosto 2023 Dvorana Gradski Vrt, Osijek Durata: 1h:45 - Spettatori: 70   | Stati Uniti | 3 - 1 | Polonia       | 23-25, 25-16, 25-22, 25-15        |
| 6 agosto 2023 Dvorana Gradski Vrt, Osijek Durata: 1h:17 - Spettatori: 65   | Messico     | 0 - 3 | Corea del Sud | 16-25, 16-25, 22-25               |
| 6 agosto 2023 Dvorana Gradski Vrt, Osijek Durata: 1h:53 - Spettatori: 100  | Stati Uniti | 3 - 2 | Serbia        | 25-15, 18-25, 25-19, 19-25, 15-7  |
| 6 agosto 2023 Dvorana Gradski Vrt, Osijek Durata: 1h:46 - Spettatori: 60   | Polonia     | 1 - 3 | Giappone      | 25-20, 19-25, 15-25, 21-25        |

##### Classifica
| Pos. | Squadra       | Pt | G | V | P | SV | SP | Ratio | PF  | PS  | Ratio |
| ---- | ------------- | -- | - | - | - | -- | -- | ----- | --- | --- | ----- |
| 1.   | Stati Uniti   | 13 | 5 | 5 | 0 | 15 | 5  | 3,000 | 458 | 398 | 1,151 |
| 2.   | Giappone      | 11 | 5 | 4 | 1 | 12 | 7  | 1,714 | 440 | 381 | 1,155 |
| 3.   | Polonia       | 8  | 5 | 3 | 2 | 11 | 9  | 1,222 | 436 | 420 | 1,038 |
| 4.   | Corea del Sud | 6  | 5 | 2 | 3 | 9  | 11 | 0,818 | 416 | 437 | 0,952 |
| 5.   | Serbia        | 7  | 5 | 1 | 4 | 11 | 12 | 0,917 | 462 | 468 | 0,987 |
| 6.   | Messico       | 0  | 5 | 0 | 5 | 1  | 15 | 0,067 | 289 | 397 | 0,728 |

      Qualificata agli ottavi di finale.
      Qualificata ai play-off 17º-24º posto.

### Finali 1º e 3º posto
|  | Ottavi di finale | Ottavi di finale | Ottavi di finale |  |  | Quarti di finale | Quarti di finale | Quarti di finale |             |   | Semifinali | Semifinali  | Semifinali |         |   | Finale          | Finale          | Finale          |  |
|  |                  |                  |                  |  |  |                  |                  |                  |             |   |            |             |            |         |   |                 |                 |                 |  |
|  | 1C               | Italia           | 3                |  |  |                  |                  |                  |             |   |            |             |            |         |   |                 |                 |                 |  |
|  | 4A               | Egitto           | 0                |  |  | 1C               | Italia           | 3                |             |   |            |             |            |         |   |                 |                 |                 |  |
|  | 2B               | Croazia          | 3                |  |  | 2B               | Croazia          | 2                |             |   |            |             |            |         |   |                 |                 |                 |  |
|  | 3D               | Polonia          | 2                |  |  |                  |                  |                  |             |   | 1C         | Italia      | 1          |         |   |                 |                 |                 |  |
|  | 1D               | Stati Uniti      | 3                |  |  |                  |                  | 1D               | Stati Uniti | 3 |            |             |            |         |   |                 |                 |                 |  |
|  | 4B               | Rep. Dominicana  | 0                |  |  | 1D               | Stati Uniti      | 3                |             |   |            |             |            |         |   |                 |                 |                 |  |
|  | 2A               | Argentina        | 1                |  |  | 3C               | Brasile          | 2                |             |   |            |             |            |         |   |                 |                 |                 |  |
|  | 3C               | Brasile          | 3                |  |  |                  |                  |                  |             |   | 1D         | Stati Uniti | 3          |         |   |                 |                 |                 |  |
|  | 2C               | Bulgaria         | 3                |  |  |                  |                  |                  |             |   |            |             | 1B         | Turchia | 2 |                 |                 |                 |  |
|  | 3A               | Ungheria         | 0                |  |  | 2C               | Bulgaria         | 1                |             |   |            |             |            |         |   |                 |                 |                 |  |
|  | 1B               | Turchia          | 3                |  |  | 1B               | Turchia          | 3                |             |   |            |             |            |         |   |                 |                 |                 |  |
|  | 4D               | Corea del Sud    | 2                |  |  |                  |                  |                  |             |   | 1B         | Turchia     | 3          |         |   | Finale 3º posto | Finale 3º posto | Finale 3º posto |  |
|  | 2D               | Giappone         | 3                |  |  |                  |                  | 2D               | Giappone    | 0 |            |             |            |         |   |                 |                 |                 |  |
|  | 3B               | Porto Rico       | 0                |  |  | 2D               | Giappone         | 3                |             |   |            |             |            |         |   | 1C              | Italia          | 3               |  |
|  | 1A               | Cina             | 2                |  |  | 4C               | Thailandia       | 2                |             |   | 2D         | Giappone    | 2          |         |   |                 |                 |                 |  |
|  | 4C               | Thailandia       | 3                |  |  |                  |                  |                  |             |   |            |             |            |         |   |                 |                 |                 |  |

#### Ottavi di finale
| 7 agosto 2023 Dvorana Gradski Vrt, Osijek Durata: 2h:02 - Spettatori: 30  | Turchia     | 3 - 2 | Corea del Sud   | 25-16, 23-25, 20-25, 25-21, 15-10 |
| 7 agosto 2023 Pick Aréna, Seghedino Durata: 1h:50 - Spettatori: 50        | Cina        | 2 - 3 | Thailandia      | 33-31, 25-16, 16-25, 17-25, 12-15 |
| 7 agosto 2023 Dvorana Gradski Vrt, Osijek Durata: 1h:10 - Spettatori: 30  | Stati Uniti | 3 - 0 | Rep. Dominicana | 25-15, 25-15, 26-24               |
| 7 agosto 2023 Pick Aréna, Seghedino Durata: 1h:05 - Spettatori: 75        | Italia      | 3 - 0 | Egitto          | 25-15, 25-21, 25-9                |
| 7 agosto 2023 Pick Aréna, Seghedino Durata: 1h:57 - Spettatori: 250       | Argentina   | 1 - 3 | Brasile         | 15-25, 21-25, 25-15, 19-25        |
| 7 agosto 2023 Dvorana Gradski Vrt, Osijek Durata: 1h:54 - Spettatori: 320 | Croazia     | 3 - 2 | Polonia         | 21-25, 25-10, 14-25, 25-19, 16-14 |
| 7 agosto 2023 Pick Aréna, Seghedino Durata: 1h:13 - Spettatori: 200       | Bulgaria    | 3 - 0 | Ungheria        | 25-17, 25-19, 25-18               |
| 7 agosto 2023 Dvorana Gradski Vrt, Osijek Durata: 1h:28 - Spettatori: 80  | Giappone    | 3 - 0 | Porto Rico      | 25-18, 25-21, 25-21               |

#### Quarti di finale
| 9 agosto 2023 Dvorana Gradski Vrt, Osijek Durata: 2h:03 - Spettatori: 550 | Italia      | 3 - 2 | Croazia    | 22-25, 21-25, 25-20, 25-14, 15-13 |
| 9 agosto 2023 Dvorana Gradski Vrt, Osijek Durata: 1h:40 - Spettatori: 50  | Bulgaria    | 1 - 3 | Turchia    | 22-25, 25-27, 25-22, 7-25         |
| 9 agosto 2023 Dvorana Gradski Vrt, Osijek Durata: 2h:10 - Spettatori: 30  | Giappone    | 3 - 2 | Thailandia | 25-20, 20-25, 25-20, 27-29, 15-10 |
| 9 agosto 2023 Dvorana Gradski Vrt, Osijek Durata: 2h:09 - Spettatori: 100 | Stati Uniti | 3 - 2 | Brasile    | 21-25, 25-19, 25-19, 23-25, 15-11 |

#### Semifinali
| 10 agosto 2023 Dvorana Gradski Vrt, Osijek Durata: 1h:51 - Spettatori: 80 | Italia  | 1 - 3 | Stati Uniti | 18-25, 22-25, 25-20, 15-25 |
| 10 agosto 2023 Dvorana Gradski Vrt, Osijek Durata: 1h:08 - Spettatori: 60 | Turchia | 3 - 0 | Giappone    | 25-16, 25-12, 25-19        |

#### Finale 3º posto
| 11 agosto 2023 Dvorana Gradski Vrt, Osijek Durata: 2h:09 - Spettatori: 100 | Italia | 3 - 2 | Giappone | 19-25, 25-14, 22-25, 25-23, 16-14 |

#### Finale
| 11 agosto 2023 Dvorana Gradski Vrt, Osijek Durata: 1h:54 - Spettatori: 150 | Stati Uniti | 3 - 2 | Turchia | 20-25, 23-25, 25-22, 25-16, 15-10 |

### Finali 5º e 7º posto
|  | Semifinali 5º-8º posto | Semifinali 5º-8º posto | Semifinali 5º-8º posto |            |    | Finale 5º posto | Finale 5º posto | Finale 5º posto |  |
|  |                        |                        |                        |            |    |                 |                 |                 |  |
|  | 2B                     | Croazia                | 3                      |            |    |                 |                 |                 |  |
|  | 2B                     | Croazia                | 3                      |            |    |                 |                 |                 |  |
|  | 3C                     | Brasile                | 2                      |            |    |                 |                 |                 |  |
|  | 3C                     | Brasile                | 2                      |            | 2B | Croazia         | 3               |                 |  |
|  |                        |                        |                        |            | 2B | Croazia         | 3               |                 |  |
|  |                        |                        | 4C                     | Thailandia | 0  |                 |                 |                 |  |
|  | 2C                     | Bulgaria               | 4C                     | Thailandia | 0  | 1               |                 |                 |  |
|  | 2C                     | Bulgaria               |                        |            |    | 1               |                 |                 |  |
|  | 4C                     | Thailandia             | 3                      |            |    | Finale 7º posto | Finale 7º posto | Finale 7º posto |  |
|  | 4C                     | Thailandia             | 3                      |            |    |                 |                 |                 |  |
|  |                        |                        |                        |            |    |                 |                 |                 |  |
|  |                        |                        |                        |            |    | 3C              | Brasile         | 3               |  |
|  |                        |                        |                        |            |    | 3C              | Brasile         | 3               |  |
|  |                        |                        |                        |            |    | 2C              | Bulgaria        | 1               |  |

#### Semifinali
| 10 agosto 2023 Dvorana Gradski Vrt, Osijek Durata: 2h:02 - Spettatori: 150 | Croazia  | 3 - 2 | Brasile    | 25-17, 18-25, 22-25, 25-19, 15-11 |
| 10 agosto 2023 Dvorana Gradski Vrt, Osijek Durata: 1h:32 - Spettatori: 10  | Bulgaria | 1 - 3 | Thailandia | 16-25, 19-25, 25-16, 18-25        |

#### Finale 7º posto
| 11 agosto 2023 Dvorana Gradski Vrt, Osijek Durata: 1h:46 - Spettatori: 20 | Brasile | 3 - 1 | Bulgaria | 25-23, 25-16, 25-27, 25-19 |

#### Finale 5º posto
| 11 agosto 2023 Dvorana Gradski Vrt, Osijek Durata: 1h:14 - Spettatori: 130 | Croazia | 3 - 0 | Thailandia | 25-15, 25-19, 25-23 |

### Finali 9º e 11º posto
|  | Quarti di finale 9º-16º posto | Quarti di finale 9º-16º posto | Quarti di finale 9º-16º posto |           |    | Semifinali 9º-12º posto | Semifinali 9º-12º posto | Semifinali 9º-12º posto |    |                  | Finale 9º posto  | Finale 9º posto  | Finale 9º posto |  |
|  |                               |                               |                               |           |    |                         |                         |                         |    |                  |                  |                  |                 |  |
|  | 4A                            | Egitto                        | 1                             |           |    |                         |                         |                         |    |                  |                  |                  |                 |  |
|  | 4A                            | Egitto                        | 1                             |           |    |                         |                         |                         |    |                  |                  |                  |                 |  |
|  | 3D                            | Polonia                       | 3                             |           |    |                         |                         |                         |    |                  |                  |                  |                 |  |
|  | 3D                            | Polonia                       | 3                             |           | 3D | Polonia                 | 2                       |                         |    |                  |                  |                  |                 |  |
|  |                               |                               |                               |           | 3D | Polonia                 | 2                       |                         |    |                  |                  |                  |                 |  |
|  |                               |                               | 2A                            | Argentina | 3  |                         |                         |                         |    |                  |                  |                  |                 |  |
|  | 4B                            | Rep. Dominicana               | 2A                            | Argentina | 3  | 0                       |                         |                         |    |                  |                  |                  |                 |  |
|  | 4B                            | Rep. Dominicana               |                               |           |    |                         |                         |                         |    |                  |                  |                  |                 |  |
|  | 2A                            | Argentina                     | 3                             |           |    |                         |                         |                         |    |                  |                  |                  |                 |  |
|  | 2A                            | Argentina                     | 3                             |           | 2A | Argentina               | 3                       |                         |    |                  |                  |                  |                 |  |
|  |                               |                               |                               |           |    |                         |                         |                         |    |                  |                  |                  |                 |  |
|  |                               |                               | 1A                            | Cina      | 0  |                         |                         |                         |    |                  |                  |                  |                 |  |
|  | 3A                            | Ungheria                      | 1A                            | Cina      | 0  | 2                       |                         |                         |    |                  |                  |                  |                 |  |
|  | 3A                            | Ungheria                      |                               |           |    | 2                       |                         |                         |    |                  |                  |                  |                 |  |
|  | 4D                            | Corea del Sud                 | 3                             |           |    |                         |                         |                         |    |                  |                  |                  |                 |  |
|  | 4D                            | Corea del Sud                 | 3                             |           | 4D | Corea del Sud           | 1                       |                         |    | Finale 11º posto | Finale 11º posto | Finale 11º posto |                 |  |
|  |                               |                               |                               |           | 4D | Corea del Sud           | 1                       |                         |    |                  |                  |                  |                 |  |
|  |                               |                               | 1A                            | Cina      | 3  |                         |                         |                         |    |                  |                  |                  |                 |  |
|  | 3B                            | Porto Rico                    | 1A                            | Cina      | 3  | 1                       |                         |                         | 3D | Polonia          | 0                |                  |                 |  |
|  | 3B                            | Porto Rico                    |                               |           |    |                         |                         |                         | 3D | Polonia          | 0                |                  |                 |  |
|  | 1A                            | Cina                          | 3                             |           |    | 4D                      | Corea del Sud           | 3                       |    |                  |                  |                  |                 |  |

#### Quarti di finale
| 9 agosto 2023 Pick Aréna, Seghedino Durata: 1h:32 - Spettatori: 51  | Egitto          | 1 - 3 | Polonia       | 12-25, 27-25, 17-25, 17-25        |
| 9 agosto 2023 Pick Aréna, Seghedino Durata: 2h:08 - Spettatori: 350 | Ungheria        | 2 - 3 | Corea del Sud | 22-25, 25-16, 18-25, 25-17, 14-16 |
| 9 agosto 2023 Pick Aréna, Seghedino Durata: 1h:31 - Spettatori: 65  | Porto Rico      | 1 - 3 | Cina          | 23-25, 21-25, 25-17, 20-25        |
| 9 agosto 2023 Pick Aréna, Seghedino Durata: 1h:18 - Spettatori: ?   | Rep. Dominicana | 0 - 3 | Argentina     | 22-25, 23-25, 20-25               |

#### Semifinali
| 10 agosto 2023 Pick Aréna, Seghedino Durata: ? - Spettatori: ?       | Polonia       | 2 - 3 | Argentina | 25-19, 23-25, 21-25, 25-21, 8-15 |
| 10 agosto 2023 Pick Aréna, Seghedino Durata: 1h:35 - Spettatori: 250 | Corea del Sud | 1 - 3 | Cina      | 25-18, 17-25, 21-25, 24-26       |

#### Finale 11º posto
| 11 agosto 2023 Pick Aréna, Seghedino Durata: 1h:12 - Spettatori: 90 | Polonia | 0 - 3 | Corea del Sud | 21-25, 18-25, 23-25 |

#### Finale 9º posto
| 11 agosto 2023 Pick Aréna, Seghedino Durata: 1h:17 - Spettatori: 200 | Argentina | 3 - 0 | Cina | 25-23, 25-19, 25-21 |

### Finali 13º e 15º posto
|  | Semifinali 13º-16º posto | Semifinali 13º-16º posto | Semifinali 13º-16º posto |            |    | Finale 13º posto | Finale 13º posto | Finale 13º posto |  |
|  |                          |                          |                          |            |    |                  |                  |                  |  |
|  | 4A                       | Egitto                   | 2                        |            |    |                  |                  |                  |  |
|  | 4A                       | Egitto                   | 2                        |            |    |                  |                  |                  |  |
|  | 4B                       | Rep. Dominicana          | 3                        |            |    |                  |                  |                  |  |
|  | 4B                       | Rep. Dominicana          | 3                        |            | 4B | Rep. Dominicana  | 3                |                  |  |
|  |                          |                          |                          |            | 4B | Rep. Dominicana  | 3                |                  |  |
|  |                          |                          | 3B                       | Porto Rico | 2  |                  |                  |                  |  |
|  | 3A                       | Ungheria                 | 3B                       | Porto Rico | 2  | 1                |                  |                  |  |
|  | 3A                       | Ungheria                 |                          |            |    | 1                |                  |                  |  |
|  | 3B                       | Porto Rico               | 3                        |            |    | Finale 15º posto | Finale 15º posto | Finale 15º posto |  |
|  | 3B                       | Porto Rico               | 3                        |            |    |                  |                  |                  |  |
|  |                          |                          |                          |            |    |                  |                  |                  |  |
|  |                          |                          |                          |            |    | 4A               | Egitto           | 1                |  |
|  |                          |                          |                          |            |    | 4A               | Egitto           | 1                |  |
|  |                          |                          |                          |            |    | 3A               | Ungheria         | 3                |  |

#### Semifinali
| 10 agosto 2023 Pick Aréna, Seghedino Durata: 1h:51 - Spettatori: 50  | Egitto   | 2 - 3 | Rep. Dominicana | 25-21, 17-25, 20-25, 25-13, 13-15 |
| 10 agosto 2023 Pick Aréna, Seghedino Durata: 2h:00 - Spettatori: 310 | Ungheria | 1 - 3 | Porto Rico      | 25-27, 23-25, 25-17, 23-25        |

#### Finale 15º posto
| 11 agosto 2023 Pick Aréna, Seghedino Durata: 1h:42 - Spettatori: 300 | Egitto | 1 - 3 | Ungheria | 18-25, 25-23, 17-25, 12-25 |

#### Finale 13º posto
| 11 agosto 2023 Pick Aréna, Seghedino Durata: 1h:58 - Spettatori: 41 | Rep. Dominicana | 3 - 2 | Porto Rico | 20-25, 22-25, 25-18, 25-18, 15-12 |

### Finali 17º e 19º posto
|  | Quarti di finale 17º-24º posto | Quarti di finale 17º-24º posto | Quarti di finale 17º-24º posto |         |    | Semifinali 17º-20º posto | Semifinali 17º-20º posto | Semifinali 17º-20º posto |    |                  | Finale 17º posto | Finale 17º posto | Finale 17º posto |  |
|  |                                |                                |                                |         |    |                          |                          |                          |    |                  |                  |                  |                  |  |
|  | 5A                             | Cile                           | 1                              |         |    |                          |                          |                          |    |                  |                  |                  |                  |  |
|  | 5A                             | Cile                           | 1                              |         |    |                          |                          |                          |    |                  |                  |                  |                  |  |
|  | 6C                             | Canada                         | 3                              |         |    |                          |                          |                          |    |                  |                  |                  |                  |  |
|  | 6C                             | Canada                         | 3                              |         | 6C | Canada                   | 0                        |                          |    |                  |                  |                  |                  |  |
|  |                                |                                |                                |         | 6C | Canada                   | 0                        |                          |    |                  |                  |                  |                  |  |
|  |                                |                                | 6D                             | Messico | 3  |                          |                          |                          |    |                  |                  |                  |                  |  |
|  | 5B                             | Germania                       | 6D                             | Messico | 3  | 0                        |                          |                          |    |                  |                  |                  |                  |  |
|  | 5B                             | Germania                       |                                |         |    |                          |                          |                          |    |                  |                  |                  |                  |  |
|  | 6D                             | Messico                        | 3                              |         |    |                          |                          |                          |    |                  |                  |                  |                  |  |
|  | 6D                             | Messico                        | 3                              |         | 6D | Messico                  | 0                        |                          |    |                  |                  |                  |                  |  |
|  |                                |                                |                                |         |    |                          |                          |                          |    |                  |                  |                  |                  |  |
|  |                                |                                | 5D                             | Serbia  | 3  |                          |                          |                          |    |                  |                  |                  |                  |  |
|  | 5C                             | Perù                           | 5D                             | Serbia  | 3  | 3                        |                          |                          |    |                  |                  |                  |                  |  |
|  | 5C                             | Perù                           |                                |         |    | 3                        |                          |                          |    |                  |                  |                  |                  |  |
|  | 6A                             | Camerun                        | 0                              |         |    |                          |                          |                          |    |                  |                  |                  |                  |  |
|  | 6A                             | Camerun                        | 0                              |         | 5C | Perù                     | 0                        |                          |    | Finale 19º posto | Finale 19º posto | Finale 19º posto |                  |  |
|  |                                |                                |                                |         | 5C | Perù                     | 0                        |                          |    |                  |                  |                  |                  |  |
|  |                                |                                | 5D                             | Serbia  | 3  |                          |                          |                          |    |                  |                  |                  |                  |  |
|  | 5D                             | Serbia                         | 5D                             | Serbia  | 3  | 3                        |                          |                          | 6C | Canada           | 3                |                  |                  |  |
|  | 5D                             | Serbia                         |                                |         |    |                          |                          |                          | 6C | Canada           | 3                |                  |                  |  |
|  | 6B                             | Nigeria                        | 0                              |         |    | 5C                       | Perù                     | 0                        |    |                  |                  |                  |                  |  |

#### Quarti di finale
| 7 agosto 2023 Dvorana Gradski Vrt, Osijek Durata: 1h:17 - Spettatori: 35 | Germania | 0 - 3 | Messico | 19-25, 22-25, 24-26        |
| 7 agosto 2023 Dvorana Gradski Vrt, Osijek Durata: - Spettatori:          | Serbia   | 3 - 0 | Nigeria | 25-0, 25-0, 25-0           |
| 7 agosto 2023 Pick Aréna, Seghedino Durata: 1h:41 - Spettatori: 40       | Cile     | 1 - 3 | Canada  | 19-25, 25-27, 25-16, 23-25 |
| 7 agosto 2023 Pick Aréna, Seghedino Durata: 1h:12 - Spettatori: 15       | Perù     | 3 - 0 | Camerun | 25-18, 25-18, 25-22        |

#### Semifinali
| 9 agosto 2023 Dvorana Gradski Vrt, Osijek Durata: 1h:14 - Spettatori: 30 | Canada | 0 - 3 | Messico | 21-25, 15-25, 23-25 |
| 9 agosto 2023 Dvorana Gradski Vrt, Osijek Durata: 1h:10 - Spettatori: 30 | Perù   | 0 - 3 | Serbia  | 12-25, 19-25, 18-25 |

#### Finale 19º posto
| 10 agosto 2023 Dvorana Gradski Vrt, Osijek Durata: 1h:14 - Spettatori: 25 | Canada | 3 - 0 | Perù | 25-21, 25-20, 25-21 |

#### Finale 17º posto
| 10 agosto 2023 Dvorana Gradski Vrt, Osijek Durata: 1h:13 - Spettatori: 45 | Messico | 0 - 3 | Serbia | 26-28, 17-25, 23-25 |

### Finali 21º e 23º posto
|  | Semifinali 21º-24º posto | Semifinali 21º-24º posto | Semifinali 21º-24º posto |          |    | Finale 21º posto | Finale 21º posto | Finale 21º posto |  |
|  |                          |                          |                          |          |    |                  |                  |                  |  |
|  | 6A                       | Camerun                  | 3                        |          |    |                  |                  |                  |  |
|  | 6A                       | Camerun                  | 3                        |          |    |                  |                  |                  |  |
|  | 6B                       | Nigeria                  | 0                        |          |    |                  |                  |                  |  |
|  | 6B                       | Nigeria                  | 0                        |          | 6A | Camerun          | 0                |                  |  |
|  |                          |                          |                          |          | 6A | Camerun          | 0                |                  |  |
|  |                          |                          | 5B                       | Germania | 3  |                  |                  |                  |  |
|  | 5A                       | Cile                     | 5B                       | Germania | 3  | 2                |                  |                  |  |
|  | 5A                       | Cile                     |                          |          |    | 2                |                  |                  |  |
|  | 5B                       | Germania                 | 3                        |          |    | Finale 23º posto | Finale 23º posto | Finale 23º posto |  |
|  | 5B                       | Germania                 | 3                        |          |    |                  |                  |                  |  |
|  |                          |                          |                          |          |    |                  |                  |                  |  |
|  |                          |                          |                          |          |    | 6B               | Nigeria          | 0                |  |
|  |                          |                          |                          |          |    | 6B               | Nigeria          | 0                |  |
|  |                          |                          |                          |          |    | 5A               | Cile             | 3                |  |

#### Semifinali
| 9 agosto 2023 Pick Aréna, Seghedino Durata: - Spettatori:           | Camerun | 3 - 0 | Nigeria  | 25-0, 25-0, 25-0                  |
| 9 agosto 2023 Pick Aréna, Seghedino Durata: 1h:53 - Spettatori: 102 | Cile    | 2 - 3 | Germania | 25-22, 12-25, 19-25, 25-20, 11-15 |

#### Finale 23º posto
| 10 agosto 2023 Pick Aréna, Seghedino Durata: - Spettatori: | Nigeria | 0 - 3 | Cile | 0-25, 0-25, 0-25 |

#### Finale 21º posto
| 10 agosto 2023 Pick Aréna, Seghedino Durata: 0h:59 - Spettatori: 50 | Camerun | 0 - 3 | Germania | 11-25, 15-25, 17-25 |

## Classifica finale
| Pos | Squadra         | Rosa |
| --- | --------------- | --- |
|     | Stati Uniti     | Formazione: 2 Auguste, 3 Fuerbringer, 4 Ames, 5 Anyanwu, 6 Flynn, 9 Falduto, 11 Kelley, 12 Mauch, 13 Sellman, 15 Mullen, 17 Sigler, 19 Vander Wal, CT: Morrison                                   |
|     | Turchia         | Formazione: 1 Durgun, 4 Yeşilırmak, 6 Özdemir, 7 Gergef, 8 Çoban, 9 Eroğuz, 11 Mumcular, 13 Akın, 14 Safronova, 15 Kaçmaz, 16 Acıbal, 18 Köse, CT: Durmaz                                         |
|     | Italia          | Formazione: 1 Batte, 2 Monaco, 4 Amoruso, 7 Moroni, 10 Bardaro, 12 Coba, 14 L. Esposito, 15 Manfredini, 16 Adigwe, 18 Atamah, 19 Piomboni, 20 E. Esposito, CT: Fanni                              |
| 4   | Giappone        | Formazione: 1 Kasai, 2 Kumagai, 3 Akimoto, 4 Omori, 5 Hidaka, 6 Ndigwe, 7 Nishikawa, 8 Ito, 9 Tashiro, 10 Ino, 11 Kitagawa, 12 Yamauchi, CT: Saegusa                                              |
| 5   | Croazia         | Formazione: 1 Kovčo, 3 Lulić, 7 Brkičić, 8 Drobac, 9 Perić, 11 Burilović, 12 Štiglić, 13 Lijić, 14 Škoro, 15 Papac, 17 Bošnjak, 18 Sesar, CT: Ivanišević                                          |
| 6   | Thailandia      | Formazione: 1 Khamwong, 2 Lueangwatthanawilai, 4 Khamnuan, 5 Sangthong, 6 Phansamoang, 7 Ngamnuan, 9 Phontham, 10 Sisaikaeo, 11 Seeso, 12 Seetaloed, 13 Nabamrung, 16 Chaoonchom, CT: Ngammeerith |
| 7   | Brasile         | Formazione: 2 Rabelo, 5 Brandão, 7 Ribeiro, 8 Hestmann, 9 Viana, 10 Rocha, 14 Forlin, 15 Mutuano, 16 Kuehne, 20 Kuskowski, 22 Palhano, 23 Guimarães, CT: Schmitz                                  |
| 8   | Bulgaria        | Formazione: 2 Ninova, 3 Nikolova, 4 Radeva, 6 Gunčeva, 7 Kolarova, 9 Anastasova, 10 Koeva, 12 Dimitrova, 13 Dudova, 15 Dokova, 16 Angelova, 17 Miličevič, 20 Stojanova, CT: Kračanov              |
| 9   | Argentina       | Formazione: 2 Detzel, 3 Chiappero, 4 Barbero, 5 Garibaldi, 6 Moya, 7 Zubiri, 8 Routaboul, 9 De la Fuente, 11 Lobaglio, 15 Ruhl, 18 Bednarek, 19 Ledesma, CT: González                             |
| 10  | Cina            | Formazione: 1 Zhao, 2 Fan, 3 Chen, 5 Mao, 6 Li C., 7 Zhang Y., 9 Li Y., 10 Zhang J., 11 Gao, 12 Yu, 13 Sun, 14 Guo, CT: Xiaoming                                                                  |
| 11  | Corea del Sud   | Formazione: 1 Baek, 3 Kim D.u., 5 Bae, 6 Jeong, 7 Gwak, 9 Shin, 10 Jeon, 12 Kim S.b., 14 Lee Jua, 15 Lee J.y., 16 Park, 18 Yu, CT: Chang                                                          |
| 12  | Polonia         | Formazione: 1 Suska, 4 Milewska, 5 Sobanty, 6 Dombrowska, 7 Fiedorowicz, 11 Moszyńska, 13 Walczak, 14 Podlaska, 16 Adamczyk, 21 Feliks, 22 Siuda, 24 Brzoza, CT: Kawka                            |
| 13  | Rep. Dominicana | Formazione: 2 Fernández, 6 Ramirez, 8 Arias, 10 Firpo, 12 Liberato, 13 Rodríguez, 16 Flete, 17 Paniagua, 18 Maleno, 19 S. Puente, 21 G. Puente, 25 Alonzo, CT: Ceccato                            |
| 14  | Porto Rico      | Formazione: 1 Skerrett, 2 Valencia, 3 Guibert, 5 Carrión, 7 Mieles, 8 García, 10 Francis Garay, 11 Cruz, 12 Rivera, 15 López, 16 Maynulet, 18 Sanabria, CT: Galarza                               |
| 15  | Ungheria        | Formazione: 4 Jámbor, 7 Li. Radnai, 8 Tóth, 9 Nagy, 10 Lu. Radnai, 11 Fekete, 12 Vértes, 13 Tarr, 15 Kiss, 17 Erőss, 19 Baksa, 20 Botyánszki, 23 Gergácz, CT: Kőnig                               |
| 16  | Egitto          | Formazione: 1 Sallam, 2 Shousha, 4 Elafify, 6 Baashouk, 9 Elhenawy, 12 Zaytoun, 17 M. Elbehiry, 18 S. Elbehiry, 19 Shahein, 20 Ibrahim, 23 Abouelhassan, 25 Hassan, CT: Mahran                    |
| 17  | Serbia          | Formazione: 3 Kričković, 7 Kirov, 10 Vidačić, 11 Danilović, 12 Tasić, 13 Mateska, 14 Antić, 15 Stanojević, 16 Korolija, 18 Ivković, 19 Marjanović, 20 Žigić, CT: Musulin                          |
| 18  | Messico         | Formazione: 1 Ocampo, 3 Padrón, 4 Castillo, 5 Solano, 6 Favela, 9 Vallin, 11 Márquez, 12 Lizarraga, 15 Arzate, 16 Sánchez, 17 Martell, 19 Trejo, CT: Bañuelos                                     |
| 19  | Canada          | Formazione: 2 Healy, 6 Dickson, 8 Hawkins, 9 King, 12 Fehr, 13 Magus, 14 Guezen, 15 Watson, 16 Kehler, 19 Hansen, 20 Piskorz, 23 Gray, CT: Biggs                                                  |
| 20  | Perù            | Formazione: 3 Medina, 4 Pauro, 5 Silvano, 6 Toro, 7 Oblea, 9 Hurtado, 11 Chia, 12 Villanueva, 15 Zelada, 16 Távara, 18 Chalco, 20 Zevallos, CT: Escudero                                          |
| 21  | Germania        | Formazione: 1 Naujack, 2 Lange, 3 Pfeffer, 4 Ziegenbalg, 5 Goertz, 6 Ströh, 7 Nasin, 8 Bachmann, 11 Brandstrup, 13 Siebert, 15 H. Hartmann, 16 Herpich, 18 Rieger, CT: M. Hartmann                |
| 22  | Camerun         | Formazione: 1 Beyala, 2 Bediang, 3 Leititia, 4 Mengue, 6 Souita, 7 Guebon, 8 Yende, 9 Mballa, 10 Mbouombouo, 11 Belinga, 13 Chibaudale, 14 Kenfack, CT: Wadal                                     |
| 23  | Cile            | Formazione: 1 Vásquez, 2 Larraguibel, 3 Hernández, 5 Bulnes, 7 Aylwin, 8 Nieto, 10 Allende, 11 Grimalt, 12 Salinas, 15 Schwartzman, 17 Trujillo, 18 Nielsen, CT: Guillaume                        |
| 24  | Nigeria         | Ritirata prima dell'inizio della competizione |

## Premi individuali
| Premio                 | Nome               | Squadra     |
| ---------------------- | ------------------ | ----------- |
| MVP                    | Abigail Vander Wal | Stati Uniti |
| Miglior palleggiatrice | Ilaria Batte       | Italia      |
| Miglior opposto        | Beren Yeşilırmak   | Turchia     |
| Miglior schiacciatrice | Abigail Vander Wal | Stati Uniti |
| Miglior schiacciatrice | Teraya Sigler      | Stati Uniti |
| Miglior centrale       | Aurora Papac       | Croazia     |
| Miglior centrale       | Begüm Kaçmaz       | Turchia     |
| Miglior libero         | Rin Nishikawa      | Giappone    |

## Statistiche
| Rendimento individuale | Rendimento individuale | Rendimento individuale | Rendimento individuale |
| Pos.                   | Nome                   | Punti                  | Squadra                |
| ---------------------- | ---------------------- | ---------------------- | ---------------------- |
| 1                      | Miku Akimoto           | 192                    | Giappone               |
| 2                      | Warisara Seetaloed     | 157                    | Thailandia             |
| 3                      | Merit Adigwe           | 153                    | Italia                 |
| 3                      | Viktorija Koeva        | 153                    | Bulgaria               |
| 5                      | Abigail Vander Wal     | 144                    | Stati Uniti            |
| 6                      | Grace López            | 137                    | Porto Rico             |
| 7                      | Ariana Rodríguez       | 135                    | Rep. Dominicana        |
| 8                      | Lee Jua                | 131                    | Corea del Sud          |
| 8                      | Shin Eunji             | 131                    | Corea del Sud          |
| 10                     | Kim Sebeen             | 127                    | Corea del Sud          |
| 10                     | Martyna Podlaska       | 127                    | Polonia                |

| Attacchi vincenti | Attacchi vincenti  | Attacchi vincenti | Attacchi vincenti |
| Pos.              | Nome               | Punti             | Squadra           |
| ----------------- | ------------------ | ----------------- | ----------------- |
| 1                 | Miku Akimoto       | 170               | Giappone          |
| 2                 | Warisara Seetaloed | 143               | Thailandia        |
| 3                 | Viktorija Koeva    | 133               | Bulgaria          |
| 4                 | Grace López        | 122               | Porto Rico        |
| 5                 | Abigail Vander Wal | 117               | Stati Uniti       |
| 6                 | Martyna Podlaska   | 112               | Polonia           |
| 7                 | Ariana Rodríguez   | 111               | Rep. Dominicana   |
| 8                 | Malak Elbehiry     | 110               | Egitto            |
| 9                 | Merit Adigwe       | 108               | Italia            |
| 10                | Kanchana Sisaikaeo | 107               | Thailandia        |

| Muri vincenti | Muri vincenti    | Muri vincenti | Muri vincenti |
| Pos.          | Nome             | Punti         | Squadra       |
| ------------- | ---------------- | ------------- | ------------- |
| 1             | Aurora Papac     | 36            | Croazia       |
| 2             | Agata Milewska   | 31            | Polonia       |
| 3             | Luana Kuskowski  | 27            | Brasile       |
| 4             | Chen Houyu       | 26            | Cina          |
| 5             | Favor Anyanwu    | 25            | Stati Uniti   |
| 5             | Begüm Kaçmaz     | 25            | Turchia       |
| 7             | Kim Sebeen       | 23            | Corea del Sud |
| 7             | Dilay Özdemir    | 23            | Turchia       |
| 7             | Juliana Palhano  | 23            | Brasile       |
| 10            | Bianca Garibaldi | 22            | Argentina     |

| Battute vincenti | Battute vincenti      | Battute vincenti | Battute vincenti |
| Pos.             | Nome                  | Punti            | Squadra          |
| ---------------- | --------------------- | ---------------- | ---------------- |
| 1                | Merit Adigwe          | 30               | Italia           |
| 2                | Shin Eunji            | 27               | Corea del Sud    |
| 3                | Linda Manfredini      | 21               | Italia           |
| 4                | Bianca Garibaldi      | 18               | Argentina        |
| 5                | Gao Jiaqi             | 17               | Cina             |
| 6                | Salma Elbehiry        | 15               | Egitto           |
| 6                | Riri Kasai            | 15               | Giappone         |
| 6                | Teodora Kričković     | 15               | Serbia           |
| 6                | María Ignacia Nielsen | 15               | Cile             |
| 6                | Ariana Rodríguez      | 15               | Rep. Dominicana  |